# Casanova (Alta Córsega)
Casanova é uma comuna francesa na região administrativa de Córsega, no departamento da Alta Córsega. Estende-se por uma área de 9,89 km². 